# Cobden (Minnesota)
Cobden és una població dels Estats Units a l'estat de Minnesota. Segons el cens del 2000 tenia 61 habitants.

## Demografia
Segons el cens del 2000, Cobden tenia 61 habitants, 23 habitatges, i 18 famílies. La densitat de població era de 24,5 habitants per km².
Dels 23 habitatges en un 34,8% hi vivien nens de menys de 18 anys, en un 73,9% hi vivien parelles casades, en un 4,3% dones solteres, i en un 21,7% no eren unitats familiars. En el 17,4% dels habitatges hi vivien persones soles el 8,7% de les quals corresponia a persones de 65 anys o més que vivien soles. El nombre mitjà de persones vivint en cada habitatge era de 2,65 i el nombre mitjà de persones que vivien en cada família era de 2,83.
Per edats la població es repartia de la següent manera: un 26,2% tenia menys de 18 anys, un 11,5% entre 18 i 24, un 32,8% entre 25 i 44, un 11,5% de 45 a 60 i un 18% 65 anys o més.
L'edat mediana era de 35 anys. Per cada 100 dones de 18 o més anys hi havia 95,7 homes.
La renda mediana per habitatge era de 43.750 $ i la renda mediana per família de 48.750 $. Els homes tenien una renda mediana de 29.375 $ mentre que les dones 20.625 $. La renda per capita de la població era de 15.179 $. Entorn de l'11,1% de les famílies i el 6,6% de la població estaven per davall del llindar de pobresa.

## Poblacions més properes
El següent diagrama mostra les poblacions més properes.